# Alma Sadé
Alma Sadé, eigentlich Alma Saddeh Moshonov (geboren am 24. Dezember 1981 in Tel Aviv), ist eine israelische Sopranistin im Fach Soubrette. Sie gehört seit 2014 dem Ensemble der Komischen Oper Berlin an.

## Leben und Werk
Alma Sadé entstammt einer Theaterfamilie. Die Großeltern mütterlicherseits waren Opernsänger in Rumänien, die Mutter Sandra Sade ist Schauspielerin, der Vater Moni Moshonov ein in Israel bekannter Schauspieler und Komiker. Ihr Onkel Gabi Sadeh, auch er geboren in Rumänien, ist Operntenor. Die Oper entdeckte sie erst mit 17 Jahren, als sie in der Requisitenabteilung der Israeli Opera arbeitete. Sie „verliebte sich“ nach eigener Aussage in diese Kunstform und beschloss, Sängerin zu werden.
Sadé studierte am Mannes College of Music in New York, sang dort bereits die Pamina in Mozarts Zauberflöte und wirkte am Soundtrack zum Film Forgiveness mit. Danach wurde sie ans Opernstudio der Deutschen Oper am Rhein verpflichtet, wo sie ihre Vielseitigkeit unter Beweis stellen konnte. Sie sang dort italienische Oper (Cimarosa), französische (Bizet, Poulenc), Mozart auf Deutsch und Italienisch, Operette (Kálmán) und Opern des 20. Jahrhunderts (Britten, Toth).
2014 wurde sie als Ensemblemitglied an die Komische Oper in Berlin verpflichtet, wo sie ein ebenso breites Spektrum an Rollen übernehmen konnte, nunmehr auch in Musicals. In ihrer Heimatstadt trat sie bislang nur als Suzel in L’amico Fritz von Pietro Mascagni auf. Sadé wirkte u. a. in Inszenierungen von Karoline Gruber, Guy Joosten, Immo Karaman, Barrie Kosky und Martin Schläpfer mit.
Im Oktober 2019 trat Sadé an der Komischen Oper Berlin in dem Liederabend Farges mikh nit (Vergiß mich nicht) auf. Am Klavier begleitet vom Intendanten, Barrie Kosky, sang Alma Sadé, gemeinsam mit der Mezzosopranistin Helene Schneiderman, Lieder und Arien der Jiddischen Operette, mit Stücken vorwiegend ostjüdischer Komponisten wie Abraham Goldfaden, Alexander Olshanetsky, Joseph Rumshinksy und Sholom Secunda. Publikum und Presse feierten diese Produktion, die erstmals am 27. Januar 2015, dem 70. Jahrestag der Befreiung von Auschwitz, ins Programm genommen worden war, und bereits 2017 in Stuttgart, danach in Edinburgh und 2018 erneut in Berlin aufgeführt worden war. Der Deutschlandfunk schrieb: „Ein besseres Plädoyer gegen den gerade auch in Berlin wieder ansteigenden Antisemitismus als einen solchen Liederabend, der einen wichtigen Teil der jüdischen Kultur auf ebenso sympathische wie mitreißende Weise vorstellt, kann man künstlerisch nicht halten.“
2019 gastierte sie beim Kfar Blum Festival in Obergaliläa, gemeinsam mit ihrem Ehemann. Sie sang dort Lieder von Johannes Brahms. In der Spielzeit 2019/20 trat sie an der Komischen Oper Berlin als „vorlaute und selbstbewusste“ Tatjana in der Operette Frühlingsstürme von Jaromír Weinberger auf.

## Rollen (Auswahl)
| Abraham: - O Lia San in Viktoria und ihr Husar Bernstein: - Maria in West Side Story Bizet: - Frasquita in Carmen Bock: - Hodel in Anatevka Britten: - Zweite Nichte in Peter Grimes Cimarosa: - Carolina in Il matrimonio segreto Händel: - Romilda in Xerxes Kálmán: - Stasi in Die Csárdásfürstin |  | Marius Felix Lange: - Virginia in Das Gespenst von Canterville Mascagni: - Suzel in L’amico Fritz Mozart: - Susanna in Die Hochzeit des Figaro - Zerlina im Don Giovanni - Pamina und Papagena in Die Zauberflöte Poulenc: - Soeur Constance in Dialogues des Carmélites Toch: - Eine fremde Prinzessin in Die Prinzessin auf der Erbse Valtinoni: - Dorothy in Der Zauberer von Oz Weinberger: - Tatjana in Frühlingsstürme |

## Privates
Alma Sadé ist mit dem israelischen Geiger Amihai Grosz verheiratet. Das Paar hat zwei Kinder.

## Zitat
„Jüdisch zu sein, in Berlin, und an diesem Opernhaus arbeiten zu können, heute, ist für mich das größte Geschenk, das ich mir wünschen könnte. Ich denke, es ist eine Art Heilungsprozess für uns, nach all dem, was wir ertragen haben.“

Sie bezieht sich in diesem Gespräch insbesondere auf ihre Arbeit mit dem Intendanten der Komischen Oper, Barrie Kosky, insbesondere für das Musical Anatevka von Jerry Bock, welches die Geschichte einer jüdischen Familie erzählt.